# Ішимче
Ішимче (ісп. Iximché) — руїни міста класичного і пізнього класичного періоду цивілізації мая у високогір'ї Гватемали. Археологічна зона Ішимче знаходиться поруч з містом Антигуа-Гватемала в Гватемалі.
Після краху цивілізації мая Ішимче був столицею держави Какчикель до 1524 року, коли був завойований іспанцями.

## Опис

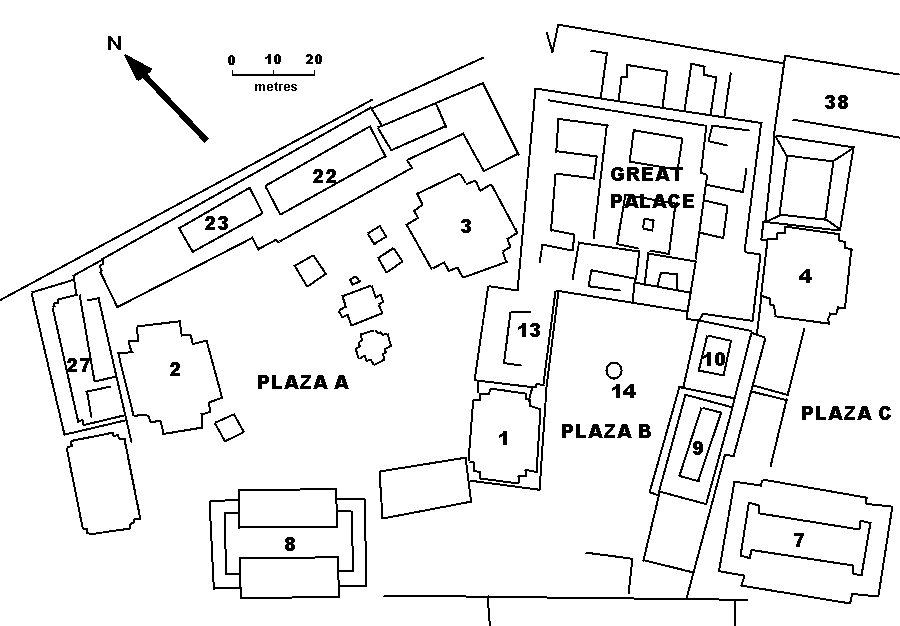
Мапа Ішимче

Як і інші стародавні міста мая, Ішимче побудований на височині. Територія комплексу не така велика, як Тікаль чи Чичен-Іца у Мексиці. Піраміди та інші споруди розташовані компактно, і добре проглядається планування стародавнього міста.
Архітектурний ансамбль міста відноситься до XV століття.
На території археологічного комплексу розташовані храми-піраміди, палаци та два поля для гри в м'яч — всього близько ста шістдесяти будівель. Археологічна зона розділена на шість площ, на трьох з них проведені розкопки і вони відкриті для відвідування. Архітектура міста традиційна для міст мая. Будівлі знаходяться в досить гарному стані — іспанці, які уклали з какчикалями союз проти іншого племені, не зруйнували місто.
Цікаво, що сучасні представники племені какчикель досі здійснюють свої ритуали на руїнах Ішимче. Церемоніальна частина міста знаходиться на південь від основного комплексу і складається з шести кам'яних вівтарів, на яких індійці залишають як жертвопринесення квіти, їжу та напої.

## Галерея

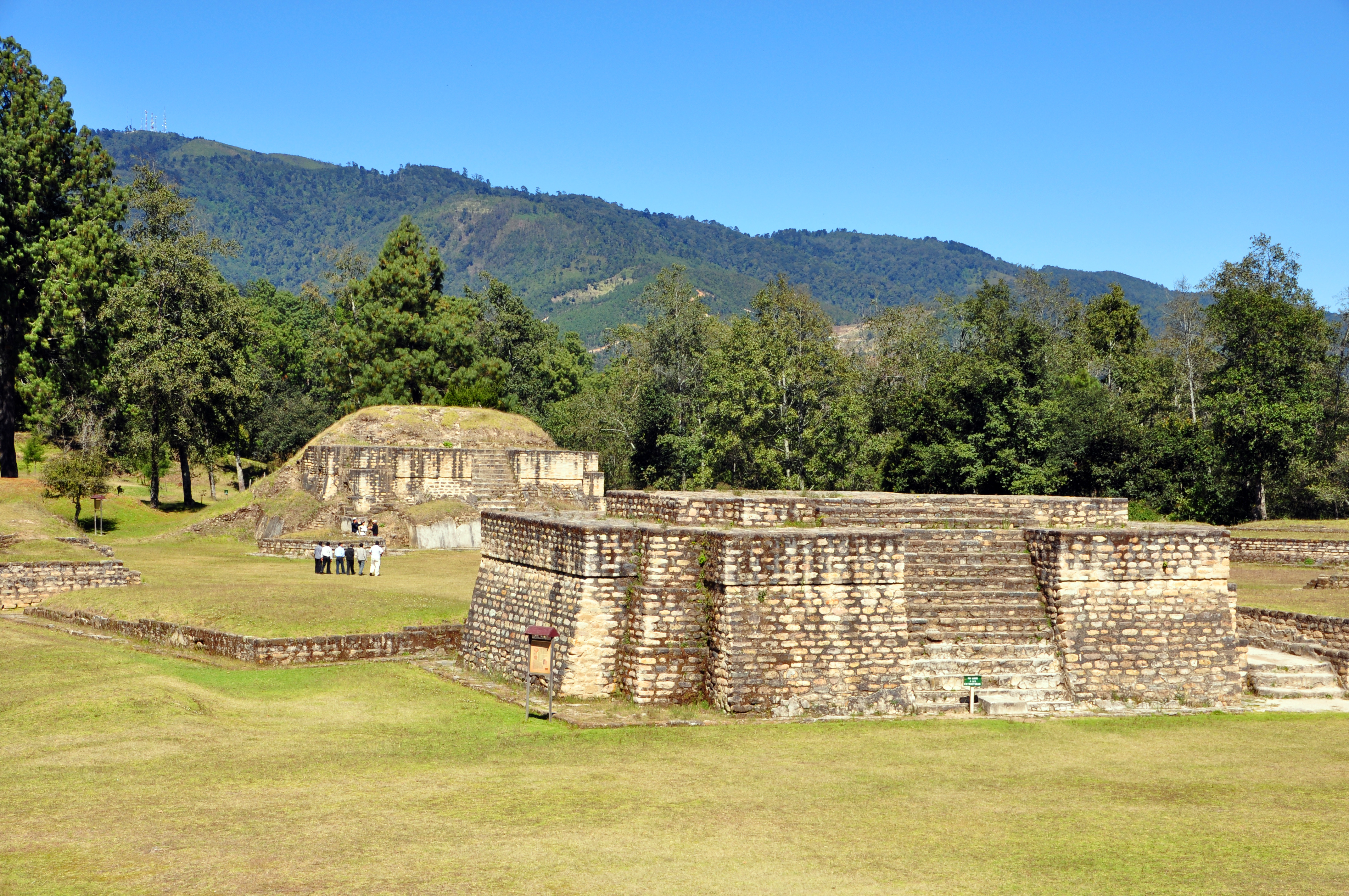
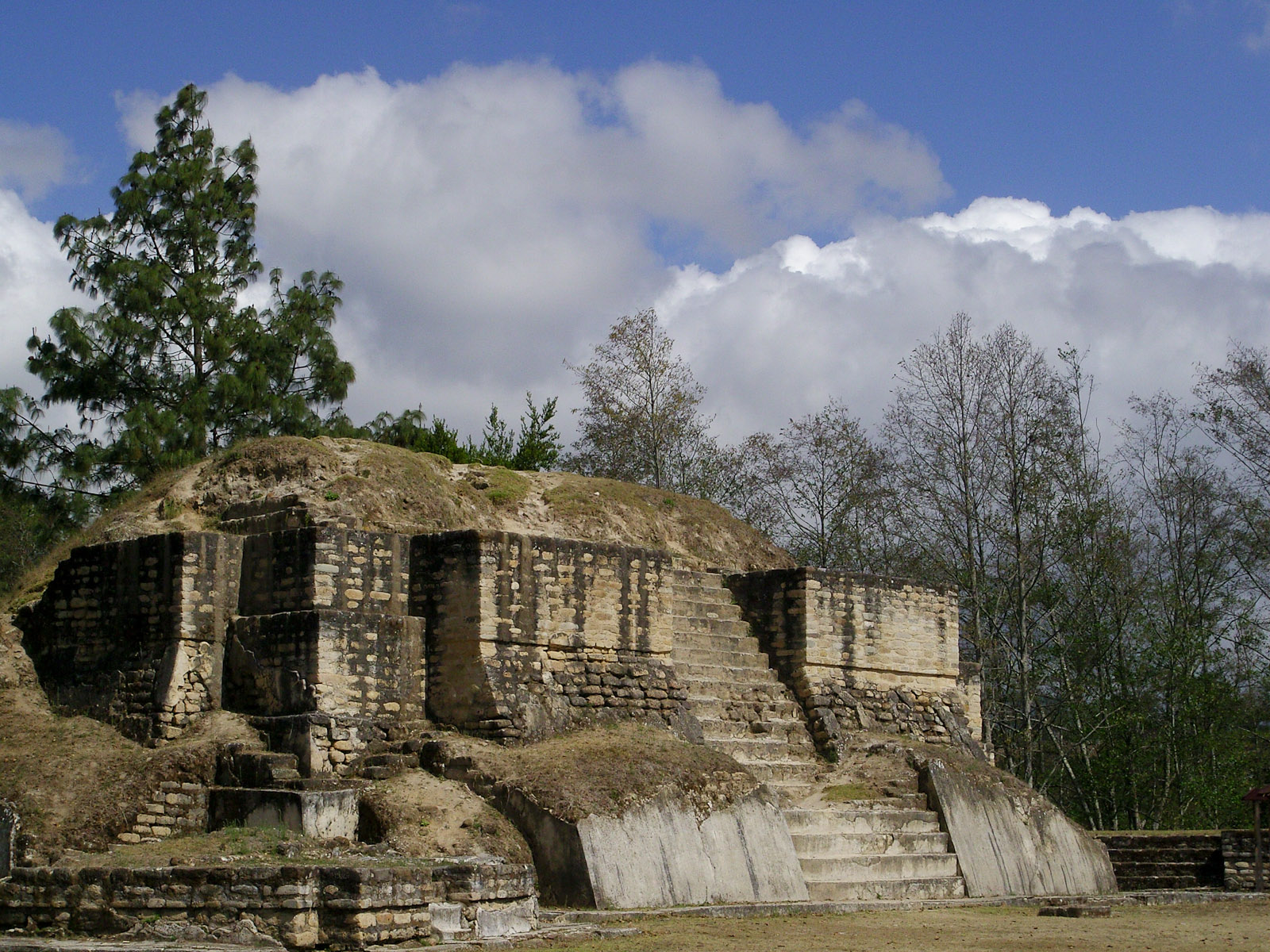
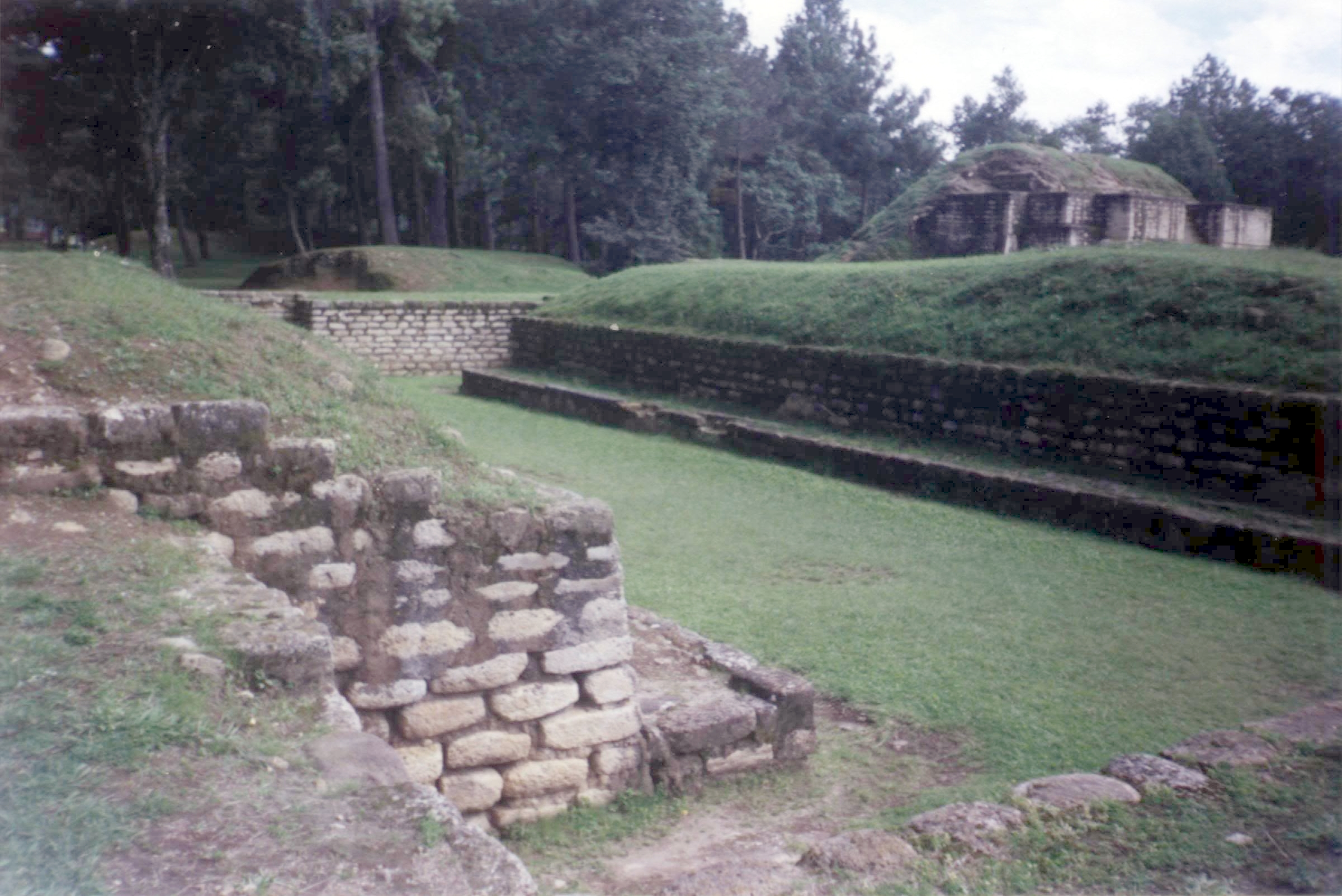
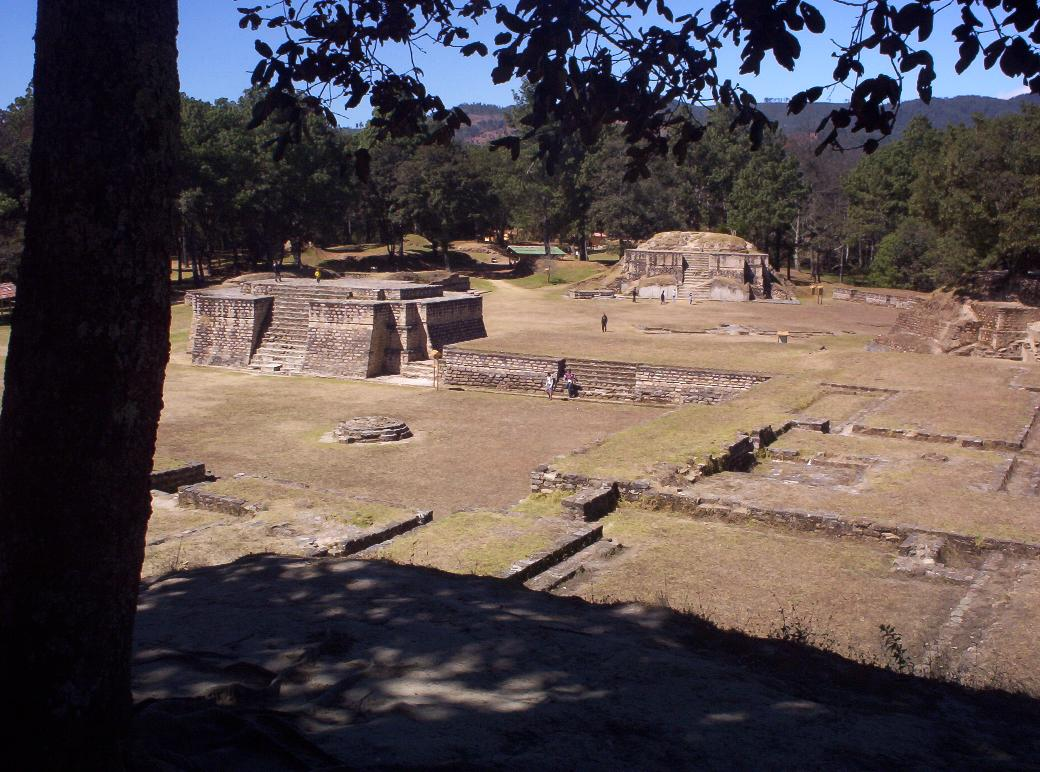
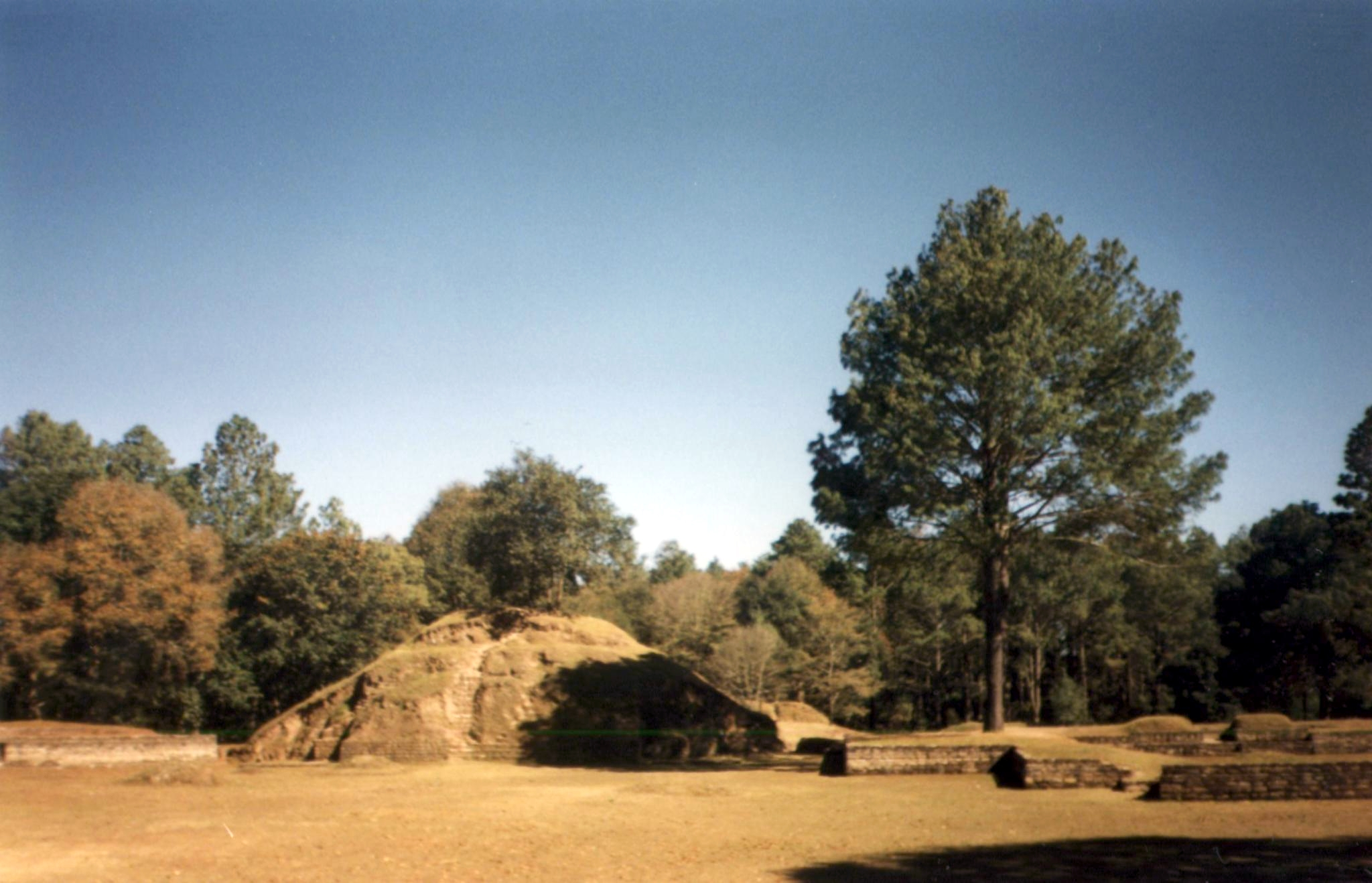
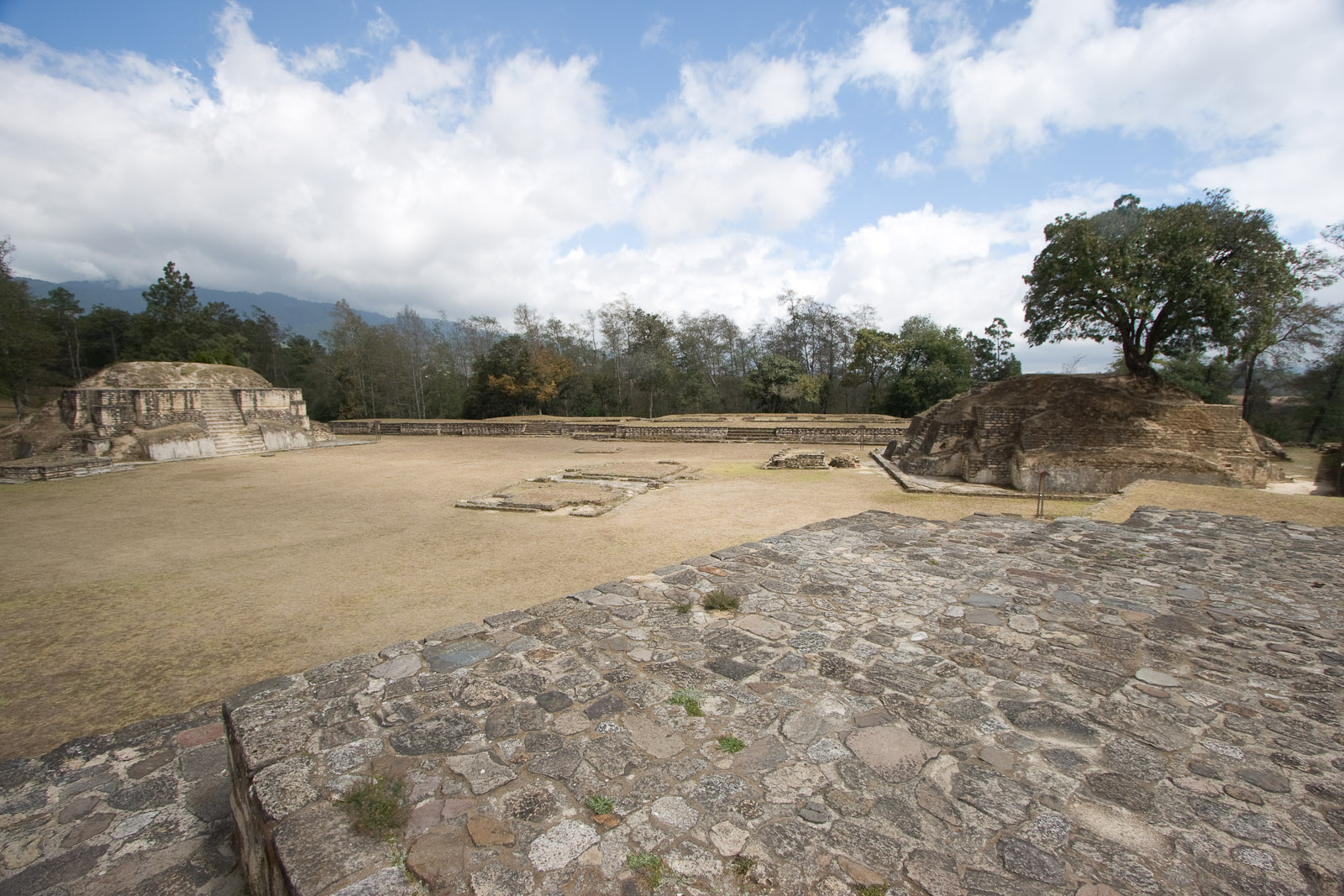
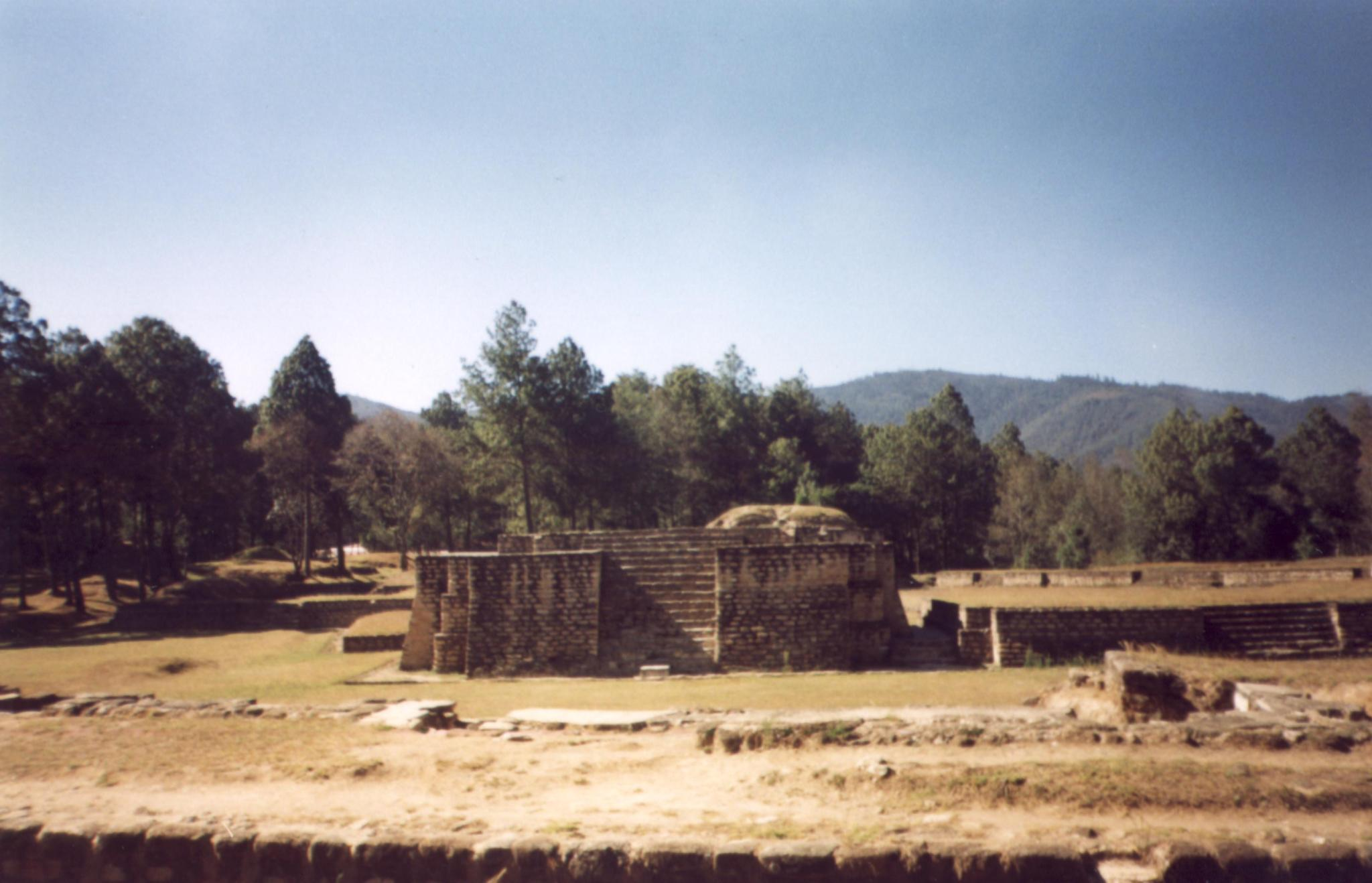